# Opsada Sarajeva
Opsada Sarajeva bila je jedna od najdužih opsada u povijesti modernog ratovanja i najduža opsada jednog glavnog grada ikada. Trajala je 44 mjeseca, od 5. travnja 1992. do 29. veljače 1996. godine, što je tri puta duže od opsade Staljingrada, a u prosjeku je 329 projektila ispaljivano na grad dnevno. Sveukupno je ispaljeno oko 50.000 tona topničkih projektila na grad. Sukobljene strane su bile Vojska Republike Srpske (uz podršku službenog Beograda), koja je s 18.000 rezervista opkolila grad, i Armija Republike Bosne i Hercegovine (i HVO Sarajevo) koje su branile grad, kao i raznorazne paravojne postrojbe s obje strane. Tijekom opsade, grad je bio gotovo potpuno odsječen od ostatka države te je nastala nestašica hrane i lijekova, prekinuta je opskrba vodom, električnom energijom, plinom, tako da su stanovnici opkoljenog Sarajeva bili primorani ići do rijeke Miljacke radi napajanja, te su kopali bunare po naseljima, pri čemu su bili izloženi vatri iz snajpera kao i topničkim napadima VRS.
Ujedinjeni narodi su tijekom tog razdoblja konvojima snabdijevali Sarajlije hranom, lijekovima i gorivom za generatore u bolnicama, jedinom pekarom tada u gradu te središnjom pumpom za vodu. Prema Istraživačko dokumentacijskom centru (IDC), opsada u Sarajevu je uzrokovala 14.011 žrtava, od čega je 7.808 ljudi preminulo 1992. a 3.392 1993. godine, čime je to najveće stratište rata po ljudskim gubicima. Liječnici glavne bolnice u gradu su javili da su primali pet do petnaest ranjenih žrtava snajpera dnevno.
Međunarodni sud za ratne zločine počinjene na području bivše Jugoslavije (MKSJ) osudio je tri srpska zapovjednika zbog opsade, a to su: Stanislav Galić, Dragomir Milošević i Momčilo Perišić.

## Uvod
Sarajevo je glavni grad Bosne i Hercegovine, površine 2.049 km2, te okružen brdima i planinama. Prema popisu stanovništva iz 1991., grad i njegovo šire područje imalo je 525.980 stanovnika, od čega su Bošnjaci činili 49.3 %, Srbi 29.9 %, Hrvati 6.6 %, a Jugoslaveni 10.7 % udjela.
Raspad SFRJ doveo je do neovisnosti Slovenije i Hrvatske. Pred kraj 1991., nakon što je ratovala u istim, JNA se počela povlačiti iz tih dvaju republika te razmiještati po Bosni. Dana 9. siječnja 1992. proglašena je Republika Srpska (RS), s ciljem stvaranja konfederacije unutar BiH koja bi ostala dio Jugoslavije, ili proglašenja odcjepljenja ako BiH proglasi neovisnost. Tijekom prvih mjeseci 1992., srpske institucije su bile u "natjecanju" s institucijama vlade BiH prilikom uspostavljanja svoje prevlasti širom bosanskih općina. BiH je u ožujku 1992. održala referendum o samostalnosti - kojeg su uglavnom bojkotirali bosanski Srbi, ali je svejedno dvije trećine glasača izašlo i glasovalo potvrdno - te je 3. ožujka 1992. proglasila samostalnost.
Početkom ožujka 1992., Srpska demokratska stranka (SDS) i Stranka demokratske akcije (SDA) uspostavili su barikade po Sarajevu. SDS je preuzela kontrolu nad uglavnom sjevernim i zapadnim četvrtima grada.

## Početak sukoba
Prema srpskim pogledima, rat je počeo ubojstvom srpskog svata Nikole Gardovića, koji je ubijen 1. ožujka 1992., kada je nosio srpsku zastavu. Time se međutim ignorira činjenica da je sam Alija Izetbegović isti dan pokušao smiriti napetost te da nije vjerovao da će biti rata: 
Dana 5. travnja 1992. godine održao se je prosvjed za mir. Pripadnici SDS-a su pucali s krova hotela Holliday Inn na prosvjednike. Nakon prosvjeda održanog na Marijin Dvoru, narod se uputio ka tadašnjem mostu Vrbanja. Snajperisti koji su bili smješteni u objektu nasuprot benzinske crpke su otvorili vatru na ljude. Suada Dilberović i Olga Sučić su prve žrtve opsade Sarajeva, a most na kojem su ubijene nosi njihova imena.
Korpus Romanija VRS-a je s 18.000 vojnika zatvorio grad u "užem" obruču dugom 55 kilometara ("širi" obruč bio je dug 180 kilometara). Armija RBiH imala je oko 25.000 vojnika, ali je bila u oskudici oružja. Obrani grada pridružio se i HVO s 2.000 vojnika, unatoč tome što je bio u sukobu s Armijom BiH u Mostaru. Na početku opsade, velik broj Srba je pobjegao iz Sarajeva, a neki su se pridružili Vojsci Republike Srpske (VRS). Ostali su se preselili u područja pod kontrolom RS-a. Oko 40.000 Srba ostalo je u onim dijelovima grada pod kontrolom službene i legitimne vlade Bosne i Hercegovine. Od 1.400 Židova, u Sarajevu je ostalo samo nekoliko stotina nakon opsade.
U travnju 1992. godine bosanskohercegovačka vlada je tražila povlačenje srpskih vojnih jedinica s brda. Vlada Slobodana Miloševića je pristala na povlačenju svih nebosanskih boraca, koji je obuhvaćao neznatan broj. Preostalim bosanskim Srbima, oko 80.000 ljudi, ostavljeno je oružje JNA i oni su se transformirali u VRS, dok je RS izglasila njezinu neovisnost od Republike Bosne i Hercegovine samo nekoliko dana od proglašenja neovisnosti Republike Bosne i Hercegovine od Socijalistične Federativne Republike Jugoslavije.

## Opsada

### 1992.

#### Travanj-svibanj
Nakon masovnih prosvjeda za mir, otvorena je vatra na prosvjednike s brda, čime započinje opsada a građani sve više odlaze u skloništa. Dana 7. travnja bombardirana je zgrada parlamenta u središtu grada. Istodobno, petero ljudi je poginulo u borbama oko policijske akademije Sarajeva. Ulice su se ispraznile. Nikola Koljević i Biljana Plavšić dali su ostavke u kolektivnom bosanskom predsjedništvu kako bi se priključili političkom životu RS-a.
Idući dan, 8. travnja, bombardiranje grada započelo je već u 5,30 sati ujutro, te je trajalo dva sata. Gađane su aleje u starom gradu, televizijska stanica i središte za solcijalnu skrb. Po prvi put je proglašena "uzbuna za snajpere". Tog dana je šestero ljudi izgubilo živote. Nakon što je uhićen jedan tjelohranitelj jer je bio snajperist, Radovan Karadžić je izjavio:
General JNA Milutin Kukanjac je pak izjavio:
Bosanska vlada objavila je "izvanredno stanje zbog mogućeg rata" te pozvala na borbu protiv JNA i paravojske. Dana 10. travnja opet je počelo bombardiranje grada od 5,30 sati ujutro, a snajperisti su otvorili vatru i na vatrogasce koji su htjeli ugasiti požar u policijskoj stanici i na starački dom. Dana 13. travnja policija je ušla u sukob sa srpskom paravojskom kada je pokušala skloniti barikade u četvrti Mojmilo i Dobrinja. Oko 16 sati, MiG-21 JNA probio je zvučni zid i time prouzročio paniku među Sarajlijama. Dolaskom Cyrusa Vancea i promatrača EEZ-a, borbe su utihnule 14. travnja, ali samo nakratko. Dne 15. travnja JNA se ponovno preraspodijelila po predgrađima grada, dok je srpska paravojska granatirala parkirališta i autobusne stanice, uništivši ili oštetivši 24 autobusa i 14 tramvaja.
| "Srbi će osloboditi Sarajevo, ili sporazumom ili nekim drugim sredstvom."— Radovan Karadžić za beogradske novine, 15. travnja 1992. |

New York Times objavio je kako Sarajevo počinje izgledati poput "labirinta barikada, kontrolnih točaka i klopki za tenkove". Dana 18. travnja, nakon što je sarajevska televizija odbila prekinuti emitiranje, granatirana je obližnja tramvajska stanica. Armija BiH borila se sa srpskom paravojskom oko tvornice streljiva JNA dok je opet sedmero civila ubijeno taj dan. Dana 21. travnja devet granata ispaljenih iz minobacača pogodilo je sarajevsku televiziju, dok je po prvi put granatirana bolnica, a kola hitne pomoći nisu mogla doći do ranjenih zbog snajpera.
Dana 25. travnja granatiran je Olimpijski muzej u 20,30 sati, te je velik dio njegove izložbe uništen u požaru. Dva dana kasnije, srpske snage zaustavile su sve konvoje hranom koji su išli prema gradu. Dana 2. svibnja dogodio se napad na kolonu JNA u Sarajevu, znan i kao incident u Dobrovoljačkoj ulici, kada je Armija BiH napala konvoj JNA koji je napuštao Sarajevo prema dogovoru o povlačenju. Nakon tog okršaja, 215 pripadnika JNA je zarobljeno a najmanje šest je poginulo. Motiv je bio razmijeniti te vojnike za predsjednika Izetbegovića, kojeg je dan prije JNA zarobila kada se vraćao s mirovne konferencije u Lisabonu na sarajevskom aerodromu.
Unatoč dogovorenom primirju, 3. svibnja srpske snage ponovno pokreću artiljerijsku paljbu na grad te ubijaju deset civila, uništavaju zgradu uz cestu Maršala Tita dok je Gazi Husrev-begova džamija, najstarija na Balkanu, oštećena. Najmanje 15 vojnika JNA ubijeno je u sukobima s Armijom BiH tog dana. Dana 4. svibnja MiG-ovi JNA napali su ciljeve na planini Trebeviću. U manje od tjedan dana, do novog primirja u srijedu 6. svibnja, poginulo je najmanje 70 osoba u gradu, od toga samo 14 vojnika. Dva dana kasnije, granatiranje je opet nastavljeno u području Ilidže.

#### Svibanj-prosinac
Dana 10. svibnja, New York Times je izvjestio da je otežavanje prolaska konvoja s hranom ispraznilo trgovine Sarajeva, a da su ljudi bili u redovima kako bi kupili kruh od onih kamiona koji su uspjeli stići do svojih odredišta. Po prvi put u 453 godine, srednje škole su zatvorene kako bi se transformirale u centar za starije i nemoćne osobe. Istodobno, snage VRS-a počele su zaustavljati patrole UN-a i Međunarodnog odbora Crvenog križa te im oduzimati njihove kamione. Još veće nepoštivanje međunarodnih organizacija za mir dogodio se 18. svibnja kada je u Vraniku bombardiran konvoj Međunarodnog odbora Crvenog križa, pri čemu je uništeno 4,5 tona hrane i lijekove te ubijen predstavnik te organizacije Frederic Maurice. Ponovno su za napad optužene snage VRS-a. EEZ je 11. svibnja opozvao sve svoje veleposlanike iz Beograda te osudio "ubijanje i protjerivanje stanovništva iz Sarajeva", kao i zauzimanje sarajevske zračne luke, čime je spriječena humanitarna pomoć gradu. Idućeg dana, snage VRS-a otvorile su paljbu na četvrt Dobrinje, pri čemu je ubijeno tri civila.
Vijeće sigurnosti Ujedinjenih naroda izglasalo je rezoluciju 752 kojom poziva Jugoslaviju da povuče svoje vojnike iz Bosne te da se otvori glavna zračna luka Sarajeva kako bi se osigurao dotok humanitarne pomoći za tamošnje stanovnike.
Kako bi pokušali probiti opsadu i stići do zaliha hrana i lijekova u Visokom, Armija BiH pokrenula je napad na Ilidžu, na što su snage VRS-a otvorile paljbu širom Sarajeva. Vodile su se i teške bitke za kasarnu Viktor Bubanj, pod kontrolom JNA. Granatirane su i UN-ove lokacije, pri čemu je uništeno njihovih 12 kamiona.
Dana 19. svibnja, u Ilidži je VRS zaustavila kolonu od tisuću automobila i 20 autobusa u kojima su bile izbjeglice koje su htjele napustiti grad i otići u Split. Oko 5.000 civila je tako postalo taocima te vojske, te su pušteni tek nakon nekoliko dana pregovora. Istodobno, VRS je istjerivala Bošnjake iz onih sarajevskih četvrti koje bi osvojila. Dana 27. svibnja, u 10 sati ujutro, projektil je pao na skupinu ljudi u redu za kruh te ubio 16 a ranio više od stotinu osoba. Projektil je ispaljen iz brda pod kontrolom VRS-a.
Dana 16. i 17. svibnja, konvoj UN-a napustio je grad zbog straha od sigurnosti. 8. srpnja, Organizacija za europsku sigurnost i suradnju (OSCE) izbacila je Jugoslaviju iz svojeg članstva zbog umiješanosti u rat u Bosni. 30. svibnja, UN je nametnuo sankcije protiv Jugoslavije.
VRS je, umjesto da se zauzme grad, nastavio s gađanjem s okolnih brda. Ciljevi su bili morenje glađu i demoralizacija stanovništva. Dana 18. lipnja Washington Post objavio je da "stanovnici Dobrinje jedu travu zbog nedostatka hrane, te da se u posljednja dva tjedna oko 50 ljudi na dan sahranjuje u gradskim parkovima". Međunarodna zajednica počela je polako reagirati na opsadu grada, slanjem promatrača, UNPROFOR-a i zračnog koridora kojim bi se snabdijevalo stanovništvo. Dana 28. lipnja, François Mitterrand posjećuje Sarajevo i otvara zračni koridor prema gradu, ali govori o "katastrofi", a ne o opsadi. Nakon toga je potreba za vojnom intervencijom u visokim vojnim krugovima ocijenjena kao nepotrebna.
Zapovjednik snaga VRS-a, general Ratko Mladić, dao je izrazitu naredbu da se gađaju svi nesrpski civilni ciljevi u Sarajevu. Granatirana je gradska bolnica (posebno je bila granatirana tijekom vremena za posjete poslijepodne), džamije, crkve i mnogi drugi ciljevi. Niti kola hitne pomoći nisu bila sigurna: 24. lipnja VRS je otvorila paljbu na jedna takva kola te ubila svih šest ljudi u njima, uključujući i ranjenike. VRS je često otvarala paljbu i na ljude koje su odlazili na pogrebe. Neki su ranjeni, neki preminuli. Dana 25. kolovoza, na Narodnu knjižnicu u Sarajevu otvorena je tenkovska i topnička vatra. Tom objektu je time nanesena velika šteta i u njemu je buknuo požar. Uništeno je 100.000 knjiga i dokumenata pohranjenih u tom objektu, među kojima je bilo i jedinstvenih prastarih rukopisa i knjiga neprocjenjive vrijednosti.
Dana 31. prosinca, Butros Butros-Gali, glavni tajnik UN-a, posjetio je grad na Silvestrovo, a dočekali su ga prosvjednici.

### 1993.

#### Siječanj-lipanj
1. siječnja 1993. Sarajlije su dočekale prvu Novu godinu pod opsadom. Te noći ponovno je otvorena paljba na grad, dok su se snage Armije BiH i VRS ponovno sukobile. Druga polovica 1992. i prva polovica 1993. godine su predstavile vrhunac opsade grada Sarajeva. Razne su grozote učinjene Sarajlijama uz žestoke gubitke. Neke su ulice bile toliko ugrožene da su nosile naziv "snajperska staza". Mnogi dijelovi grada kao naprimjer Novo Sarajevo bili su pod kontrolom VRS-a.
Branitelji grada po naoružanju su bili daleko slabiji od srpskih napadača. Napadima na srpske vojarne u gradu branitelji Sarajeva su pokušali kompenzirati nedostatak oružja. Neki bošnjački kriminalci koji su u početku rata formirali obrambene jedinice sudjelovali su u trgovini oružjem. Jedan od bosanskih Srba koji su se pridružili Armiji BiH u obrani grada, Jovan Divjak, pokušavao je u tom razdoblju motivirati građane.
Sredinom 1993. godine u aerodromskom naselju Butmir završen je 800 metara dugačak Sarajevski ratni tunel, koji je dopustio ne samo ranjenima napustiti grad, nego prije svega omogućio opskrbu grada hranom, ali, putem prevazilaženja embarga Ujedinjenih naroda na oružja, i oružjem. Početak tunela je u obiteljskoj kući Kolarevih pokraj staze Sarajevskog aerodroma na Butmiru. Danas je ta kuća muzej ratne povijesti. Najvjerojatnije Sarajevo ne bi preživjelo bez oružja, hrane i lijekova koji su prošli kroz taj tunel. 
U svibnju 1993. Ujedinjeni narodi su proširili "sigurnosne zone" i na Sarajevo a istog mjeseca tada 17-godišnja Inela Nogić izabrana je za Miss opkoljenog Sarajeva i postala simbol otpora ovog grada. Nogić je prvi put stala na pozornicu na kojoj je osvojila titulu Miss, i s koje je umjesto mira u svijetu poručila: "Ne dozvolite da nas ubijaju".
Dana 1. lipnja, tijekom Kurban-bajrama, dva projektila su ispaljena na nogometnu utakmicu u Dobrinji, gdje se okupilo 200 gledatelja. Eksplozija je ubila 15 ljudi.
Mušan Topalović, zapovjednik 10. brdske brigade Armije BiH, započeo je osvetničke pohode protiv srpskih stanovnika koji su ostali u Sarajevu. Odvezeni su iz svojih domova, opljačkani te katkad ubijeni u jami "Kazani", u kojoj je pronađeno 29 leševa.

#### Srpanj-prosinac
Dana 1. srpnja, VRS je navela da je uvela "cestarinu" u rasponu od 140 do 350 $ za kamione i vozila UNHCR-a. U subotu, 3. srpnja, ispaljeno je više od tisuću projektila na grad te je ubijeno sedmero ljudi, što je najveći opseg bombardiranja u skoro mjesec dana. Kao odgovor na napad, Armija BiH krenula je u protuofenzivu napadom na četvrti pod kontrolom VRS: Vogošća, Rajlovac, Ilidža i Nedžarići. Dana 4. srpnja, nastao je zastoj u raspodjeli humanitarne pomoći: službenici UN-a su odlučili dati 20 do 25 % pomoći vlastima RS, što je otprilike jednako broju stanovnika Sarajeva pod njihovom kontrolom u to doba. Međutim, vlasti RS-a su tražili 50 % pomoći. Kada je UN to odbio, RS je blokirala sve konvoje koji su prenosili gorivo. Nakon natezanja, službenici su VRS-u dali jedan od ukupno četiri kamiona s gorivom. Kada su na zračnoj luci zahtijevali još jedan kamion, UN je odbio, zbog čega Sarajevo dva tjedna nije dobilo 70 tona goriva potrebno za održavanje struje. Također, unatoč dolasku ljeta, u grad je stizalo samo 2 % pitke vode u usporedbi s količinom od prije rata. Dana 9. srpnja šefica UNHCR-a Sadako Ogata u Ženevi je upozorila kako u prosjeku svaki građanin Sarajeva dnevno ima manje od 2,5 litara vode dnevno te se očekuje kako će stanje biti još gore.
Dana 12. srpnja, u Dobrinji, u ulici Hakije Turajlića 39, jedna minobacačka granata kalibra 82 mm ispaljena je na skupinu ljudi u redu za vodu kraj crpke. 12 ljudi je ubijeno, među njima i 6-godišnje dijete, a neki su još imali kontejnere vode zavezane na leđima. Vatra je otvorena s teritorija pod kontrolom VRS-a, približno iz pravca zapad-sjeverozapad. Nestašica vode dovela je do 750 zabilježenih slučajeva tifusa tog ljeta. Zbog odbijanja vlade BiH u popravljanju električne mreže koja snabdijeva pogon streljiva u Vogošći, VRS je isključila dovod struje i plina Sarajevu. Dana 15. srpnja, oko 8.500 bošnjačkih izbjeglica je potražilo utočište u području Bjelašnice nakon pada Trnova. VRS je nekoliko dana kasnije napjzad propustila konvoj s gorivom - prvo je opskrbljena gradska pekara, a zatim glavna crpka za dotok vode te bolnica koja je trebala gorivo za generatore.
Dana 15. kolovoza, nakon skoro tri mjeseca, struja i voda su obnovljeni u dijelovima grada. David P. Forsythe, suradnik Međunarodnog odbora Crvenog križa, usporedio je vladu BiH s vladom Biafre jer je "iskorištavala bošnjačke žrtve" kako bi navela Zapad na intervenciju, te je u tu svrhu "usporila dotok ptike vode u Sarajevo". Američka administracija i Europa su pak oklijevali aktivno se uključiti u rat jer su se bojali novog scenarija po uzoru na Vijetnam. Dana 6. rujna obnovljena je nastava u gradu, no učenici su su smiješteni po garažama, podrumima i stepenicama jer u školama vlasti ne bi mogle garantirati za njihovu sigurnost.
Dana 24. kolovoza Vijeće sigurnosti usvaja rezoluciju 859 kojom "izražava zabrinutost" zbog opsade grada, te osuđuje "osvajanje teritorija silom".
Od kada su iz Armije BiH izbačeni kriminalci i odmetnici u listopadu 1993., Divjak je naveo da je vojska poboljšala disciplinu i sposobnost. Prema UNHCR-u, u gradu je do listopada 1993. bilo 68.200 izbjeglica, što je 21 % ukupnog stanovništva Sarajeva. Na Božić, 689 projektila je ispaljeno na grad, a nekoliko je palo u blizini bolnice Koševo. Dana 27. prosinca, VRS je osvojila rovove Armije BiH u Vogošći, nakon čega su snage Bosne izvršile protunapad: 321 projektil je ispaljen na Sarajevo a 70 na položaje pod srpskom kontrolom. Granatirano je područje Grbavice. Nekoliko dana prije dočeka Nove godine, oko tisuću Sarajlija je autobusima evakuirano iz grada, dok je dr. Ismet Cerić po prvi put skovao novi termin, "Sarajevski sindrom", kako bi opisao stanje straha građana u tom gradu. 31. prosinca, tri projektila su pala na ulicu Vase Miškina te usmrtila troje a ranila 20-ak osoba.

### 1994.
| Bolest                  | 1992. | 1993.  | Porast  |
| ----------------------- | ----- | ------ | ------- |
| Hepatitis A             | 72    | 644    | 89 puta |
| Enterokolitis           | 3.718 | 12.612 | 34 puta |
| Bakterijska dizenterija | 110   | 218    | 2 puta  |

Unatoč smanjenom trendu, ubijanja su nastavljena. Na Novu godinu, 93 projektila je ispaljeno na grad. Granatiranje je započelo u ponoć, upravo kada je američka sopranistica Barbara Hendricks držala koncert unutar zgrade televizije BiH, gdje se okupilo 200-injak gledatelja. Neke od njih je nakon koncerta evakuiralo osoblje UN-a. 70-godišnju ženu zakopale su ruševine nakon što su njezinu zgradu pogodila dva projektila. Idući dan, projektil ispaljen na stan u Omladinskoj ulici 2 - udaljen 500-injak metara od predsjedništva BiH - ubio je šest članova obitelji Tatarević, a jedini preživjeli bio je 77-godišnji djed. Isti dan, jedan projektil je pao na gomilu djece koja su odlazila iz škole u zapadnom Sarajevu, te ubio jedno dijete. Dana 5. siječnja, grad je ponovno postao odsječen od vode. UNPROFOR je objavio da je glavna opskrba strujom onesposobljena između Reljeva i Buća Potoka tijekom Božića, neće biti popravljena do sredine mjeseca zbog potrebe za odobrenjem popravka napajanje između Vogošće i Velešića. Dana 11. siječnja, projektil je sletio ispred ulaza zgrade Međunarodnog odbora Crvenog križa - koja se nalazi u blizini televizije - te usmrtio 66-godišnju srpkinju Ljeposavu Pajić, koja je htjela poslati pismo svojoj unuci koja se nalazila u onom dijelu Sarajeva pod kontrolom VRS-a kako bi ju zamolila da joj pošalje mlijeko u prahu i slike svadbe.
Dana 11. siječnja ulazno-sletne staze zračne luke su granatirane te je tako na nekoliko dana onemogućena dostava hrane UN-a. Dana 18. siječnja Sarajevo je imalo svoj prvi dan bez ijedne zabilježene smrti od početka godine. Naime, obilni snijeg je smanjio vidljivost te je stoga aktivnost snajpera prekinuta.
Dana 22. siječnja na područje Alipašinog polja pale su tri minobacačke granate. Prva granata je pala na park iza stambenih zgrada u Bosanskoj ulici 4, a druga i treća granata pale su ispred tih zgrada, gdje su se igrala djeca. Šestoro djece je poginulo, a pet odraslih je ranjeno. Vatra je otvorena s teritorija pod kontrolom VRS-a. Sarajlije su pokušavale održati koliko-toliko normalan život: jedna znamenita epizoda bila je kazališna predstava antiratnog mjuzikla "Kosa" koja je privukla puno gledatelja zbog paralele rata u Vijetnamu i opsade grada.
Dana 4. veljače, projektil je ispaljen na ljude u redu za brašno u Dobrinji (petak je bio "dan brašna") te usmrtio devet ljudi. Izravan topnički napad na otvorenu, krcatu tržnicu na Merkalama 5. veljače odnio je 66 života a ranio više od 200 ljudi. Međunarodna zajednica pozvala je VRS neka povuče teško naoružanje iz grada, no ovi su samo dopsutili da ih UN "stavi pod nadzor".
U jednom od bizarnijih događaja, Karadžić je pozvao ruskog pisca i političara, Eduarada Limonova, u Pale na obilazak grada. Novinarka Slavenka Drakulić ovako je opisala taj susret:
| „ | Godinama, kad god bi pomislila na Karadžića, jedan mi prizor nikada nije izlazio iz glave...Karadžić stiže s gostom, ruskim piscem Eduardom Limonovom. Sarajevo leži pod opsadom ispred njih, jasno mogu vidjeti svaku zgradu, svaku ulicu, svako drvo. Idealan položaj za snajpere. Obučen u crni kaput, sa šalom oko vrata pošto je zima, Karadžić galantno i sa smiješkom nudi svojem gostu "jedinstvenu priliku" koja nalikuje caru, gospodaru života i smrti. On nudi Limonovu da pokuša pucati iz mitraljeza koji je usmjeren prema gradu. Tek tako, radi zabave. "Pokušaj", on kaže, kao da izaziva Limonova. Kao u filmu u kojem kralj nudi svoju pušku gostu kako bi ubijao divlje životinje. Samo što u gradu žive ljudi, a ne životinje. Limonov prihvaća izazov, klekne pred oružjem i puca. Svi su oduševljeni, Limonov također, on je kao jedan od njih! Usprkos činjenici što je umjetnik, on nije kukavica. | ” |
|   | |   |

Dana 14. kolovoza, uz posredstvo UNPROFOR-a, potpisan je "Antisnajperski sporazum" između Vahida Karavelića, predstavnika Armije BiH, i Dragomira Miloševića, predstavnika VRS-a, kojim se predviđa prestanak snajperskih napada. Sporazum je smanjio snajperske napade šest tjedana, ali nakon toga UNPROFOR je objavio kako su obje strane prekršile sporazum i nastavile sa snajperskim napadima.
Papa Ivan Pavao II. potvrdio je u rujnu posjetu Sarajevu, ali je svejedno morao otkazati zbog straha od sigurnosti. Dana 1. prosinca, zatvorena je zračna luka; nestalo je plina; "Velepekari" je isključena struja zbog neplaćenih računa, te je tako Sarajevo opet ostalo bez kruha usred zime.
Dana 24. rujna Vijeće sigurnosti donijelo je rezoluciju 942 kojom se u jednim od najstrožih izjava osuđuje RS zbog odbijanja teritorijalnog dogovora kojim bi se završio rat u Bosni, te uvodi sankcije na bilo kakve gospodarske aktivnosti pod kontrolom bosanskih Srba, zamrzava sredstva te uvodi zabranu putovanja istima. Također se prigodom uspostavljanja tih mjera zabranjuje skretanje povlastica na područje pod kontrolom RS-a, ali i RSK-a. Dana 23. prosinca, potpisan je novi sporazum o primirju. UNPROFOR je objavio kako je broj oružanih incidenata potom spao za 90 %, ali već u ožujku iduće godine, snage VRS ponovno su pojačale svoje vojne aktivnosti.

### 1995.
Dana 7. travnja jedna modificirana avio-bomba pala je na stambeno naselje u Hrasnici, u podnožju planine Igman, uništivši pritom jednu kuću i oštetivši jedanaest kuća. Granata je imala za posljedicu civilne žrtve – jedna je osoba poginula, a tri su ranjene. Vatra je otvorena s Ilidže, s teritorija pod kontrolom VRS-a.
Dana 24. svibnja, na asfalt u ulici Safeta Zajke pao je i eksplodirao jedan projektil, usmrtivši dvoje i ranivši petoro ljudi. Vatra je otvorena s teritorija pod kontrolom VRS-a iz pravca jugoistoka. Jedna modifiicirana avio-bomba pala je na Majdansku ulicu bb. Poginula su dva civila, a šest ih je ranjeno. Istog mjeseca, pogođena je zgrada kod stambenog bloka u ulici Safeta Hadžića, uništivši tri gornja kata stambene zgrade. Nakon te eksplozije uslijedilo je nekoliko topničkih granata. Više zgrada je teško oštećeno. Dvije osobe su teško ranjene.
Dana 16. lipnja jedna avio-bomba ispaljena je s teritorija pod kontrolom VRS-a iz pravca sjeverozapada. Bomba je pala na zgradu sveučilišnog medicinskog centra i onkološkog odjeljenja u ulici Dositejeva 4-a. Nanesena je velika šteta, a tri osobe su lakše ranjene. Istog dana, jedan projektil je eksplodirao pokraj zgrade br. 10 na Trgu međunarodnog prijateljstva, pri čemu je sedam ljudi lakše ranjeno, a okolni objekti su znatno oštećeni. Istog dana, oko 15,20 sati, jedna minobacačka granata kalibra 120 mm pala je na grupu od otprilike 50-70 civila koji su stajali u redu za vodu u ulici Marka Oreškovića, na Dobrinji. Poginulo je sedam ljudi, a dvanaest je ranjeno. Granata je ispaljena s Nedžarića, s teritorija pod kontrolom VRS-a. Dana 28. lipnja ponovno je pojačan napad na grad kada je avio-bomba pogodila zgradu TV u Sarajevu. Jedna osoba je poginula, a 28 je ranjeno. Vatra je također otvorena s Ilidže, s teritorija pod kontrolom VRS-a.
Dana 22. kolovoza, oko 9,20 sati, jedna modificirana eksplozivna naprava eksplodirala je na stepeništu između drugog i trećeg kata zgrade BITAS u ulici Zmaja od Bosne 64. Jedna osoba je poginula, a jedna je zadobila teške ozljede. Naprava je ispaljena s teritorija pod kontrolom VRS-a, na jugozapadu.
Dana 28. kolovoza ispaljen je još jedan projektil na krcatu tržnicu te ubio 37 a ranio najmanje 90 ljudi, nakon čega je međunarodna zajednica odlučila intervenirati.

#### Intervencija međunarodne zajednice i kraj rata
Godine 1995. međunarodne snage su se suprotstavile vojsci VRS-a. Srpske snage su napale jednu točku za skupljanje oružja koja je bila pod zaštitom Ujedinjenih naroda, što je NATO tjeralo na zračne udarce na skladišta oružja bosanskih Srba. Srbi su pokušavali spriječiti te napade putem uzimanja talaca 370 vojnika Ujedinjenih naroda, ali u naprijetku sukoba VRS morala se postepeno povlačiti. Grijanje i opskrba strujom i vodom su se vratili u grad.
Poslije masovnog ubijanja u istočnobosanskom gradu Srebrenici, međunarodna zajednica je bila prisiljena reagirati. Krajem kolovoza 1995. godine NATO-ovi avioni su počeli bombardirati položaje VRS-a u Bosni i Hercegovini te SVK-a u Hrvatskoj. Istodobno "Rapid Reaction Force" Ujedinjenih naroda pod zapovjedništvom Velike Britanije i Francuske gađa srpske položaje oko Sarajeva minobacačima s Igmana. U listopadu 1995. godine sklopljeno je primirje i kasnije te godine Daytonski sporazum je Bosni i Hercegovini - i Sarajevu - donio mir.
U sklopu s Daytonskim sporazumom Sarajevo je poslije rata podijeljeno u dva dijela. Jedan dio pripada novo-formiranoj Federaciji Bosne i Hercegovine i u njemu se nalazi vlada države i vlada Federacije, a jedan dio (istočni) pripada Republici Srpskoj. Granica između ta dva entiteta je na Dobrinji kod aerodroma.
Iako je tada slijedilo jedno razdoblje stabilizacije i normalizacije, bošnjačka vlast je tek 29. veljače 1996. godine opsadu Sarajeva objavila završenom. Iako je sporazum u Daytonu potpisan u prosincu 1995., projektil ispaljen tri mjeseca kasnije iz Grbavice, tada još pod kontrolom VRS-a, je 11. ožujka 1996. pogodio tramvaj i ubio jednu ženu te ranio 19 ljudi. To su bile posljednje žrtve opsade.

## Posljedice
U ovom su vremenu bile napadnute mnoge civilne zgrade. Izvještaji ističu da je već u rujnu 1993. godine na tisuće zgrada u Sarajevu bilo srušeno i sve ostale zgrade bile su manje ili više oštećene. Tome pripadaju bolnice, novinske agencije, industrijske zgrade, zgrade vlasti, vojarne i baze UN-a. Među važnijim objektima se nalaze zgrada Predsjedništva Republike Bosne i Hercegovine i Vijećnica, koja je 25. travnja 1992. godine izgorjela zajedno s mnoštvom nenadoknadivih djela povijesti i kulture. Sarajevo je prije rata opskrbljivalo stanovništvo s 210.000 kubičnih metara vode dnevno, što je otprilike 200 litara po osobi. Tijekom rata, bilo je moguće opskrbiti samo dvije do tri litre vode po osobi dnevno. Prije rata, godišnje je obavljeno pet tisuća popravaka na vodovodu, no tijekom rata bilo je moguće obaviti samo 300 popravaka zbog opasnosti od metaka. Zbog nestašice električne energije, bolnice su morale obavljati operacije uz svijeću a liječnici s hladnim rukama. Također, vladao je nedostatak zavoja, lijekova, proteza i ostale opreme. Do listopada 1993., u prosjeku je samo 20 % djece cijepljeno godišnje.
Gađanje grada je koštalo mnogo ljudskih života. Prigodom pojedinih gađanja ubijene su desetine i ranjene stotine ljudi. Jedan strašan primjer za to je pokolj na otvorenoj tržnici "Markale", gdje su u veljači 1994. godine granate ispaljene sa srpskih položaja na Špicastoj stijeni pogodile masu ljudi i uzeli život 66 Sarajlija. Kao odgovor na ta gađanja UN su srpskim snagama diktirale jedan ultimatum prijeteći da će ih bombardirati, ako ne pristanu na povlačenje svojih težih oružja do jedne određene točke. Pristali su pred krajem ultimatuma i od onog trenutka gađanje Sarajeva se postepeno smanjilo, što se može smatrati kao početak puta ka završavanju rata. Nestašica hrane dovela je drastičnih načina na koji su građani preživljavali: primjerice, ljudi su lovili i jeli golubove. Dana 12. listopada 1994., UNHCR je objavio da je međunarodni zračni humanitarni konvoj ušao u 467. dan, čime je blokada Sarajeva nadmašila blokadu Berlina, gdje je zračni humanitarni konvoj trajao 462 dana, od lipnja 1948. do rujna 1949. Do tada, UN je objavio da je bilo 7.272 letova koji su donijeli ukupno 81.948 tona hrane i druge humanitarne pomoći Sarajevu.
Karadžić je izjavio da VRS nije imala nikakve veze s Markalema nego da su "Bošnjaci gađali svoje vlastite ljude kako bi inicirali djelovanje NATO-a". Također je tvrdio da su "Bošnjaci pretvorili škole i bolnice u vojne instalacije te su stoga one bile legitimne mete."

### Žrtve i štete
| Godina | Bošnjaci | Srbi  | Hrvati | ostali |
| ------ | -------- | ----- | ------ | ------ |
| 1991.  | 9        | 8     | 1      | 0      |
| 1992.  | 5.199    | 2.043 | 458    | 108    |
| 1993.  | 2.473    | 698   | 184    | 37     |
| 1994.  | 809      | 376   | 50     | 10     |
| 1995.  | 799      | 343   | 43     | 5      |
| Ukupno | 9.289    | 3468  | 736    | 160    |

Tijekom opsade umrlo je oko 14.000 ljudi, od čega 5.604 civila (među njima 643 djece) a bilo je oko 56.000 djelomično i teško ranjenih. 4/5 svih žrtava dogodilo se 1992. i 1993. godine. Od 5.604 mrtvih civila, 3.899 su Bošnjaci (70 %), 1.133 Srbi (20 %), 439 Hrvati (8 %) te 133 ostali.
Broj stanovnika se nakon rata smanjio s 520.000 na 349.000, a kasnije se broj povećao za 89.000 ljudi, raseljenih Bošnjaka iz istočne Bosne. Etničke podjele, koje je SDS zastupao, postale su trajne tako da je stanovništvo Sarajeva promijenjeno: Robert Donia procjenjuje da su nakon rata Bošnjaci činili 89 % stanovništva: njihov udio povećao se od 1991. do 1998. s 252.000 na 304.000 pripadnika, dok se broj Srba smanjio sa 157.000 na 18.000. Broj Hrvata spao je s 35.000 na 21.000 pripadnika.
Tijekom opsade, broj samoubojstava u Sarajevu je dramatično porastao, broj pobačaja se udvostručio a broj rođene djece smanjio za 50 %. Od 65.000 do 80.000 djece u gradu, najmanje 40 % je doživjelo da snajperi izravno pucaju na njih.
Vlada Bosne i Hercegovine je procijenila da je granatiranje uništilo preko 10.000 apartmana, a oštetila preko 100.000. Od stalih zgrada, 23 % je ozbiljno oštećeno, 64 % dijelomično oštećeno, a 10 % minimalno oštećeno.
Neke od granatiranih i oštećenih objekata su: bolnica Koševo, vojna bolnica, bolnica Jezero, zgrade Oslobođenje, zgrade radija i televizije, poštanski ured, televizijski toranj, tramvaji, hotel Bristol, hotel Europa, sveučilišne zgrade, tržnica, židovska i ostala groblja u gradu, olimpijske lokacije, glavna knjižnica, Islamska teološka škola, džamije, Olimpijski muzej, zgrada Velepekara, nacionalni muzej, tvornica čokolade, narodna banka, veterinarski fakultet, zgrada Elektroprivreda, predsjednička zgrada, parlament, sarajevska sudnica, sjedište UNPROFOR-a i ini.
Prema procjenama, na Sarajevo je ispaljeno 64.490 granata i projektila u prve dvije godine opsade ili otprilike 329 dnevno. Najviše je bilo 22. srpnja 1993., kada je ispaljeno 3.777 projektila na grad. Sveukupno, procjenjuje se kako je između 480.000 i 500.000 projektila ispaljeno na grad.

## Suđenja MKSJ-a
Međunarodni sud za ratne zločine počinjene na području bivše Jugoslavije (MKSJ) je optužio nekoliko zapovjednika za ratne zločine tijekom opsade. Godine 2003. donio je prvu presudu za opsadu Sarajeva.
- Stanislav Galić, zapovjednik korpusa Romanija, je zbog kampanje terora protiv Sarajlija, uključujući masakr na Markalema, proglašen krivim za teror i zločin protiv čovječnosti te osuđen na doživotnu zatvorsku kaznu.[142]
- Dragomir Milošević, zapovjednik istog korpusa, dobio je 29 godine zatvora.[143] Tijekom izrečenja presude, sudac Patrick Robinson je rekao: "Nije bilo sigurnog mjesta u Sarajevu...Moglo se nastradati bilo kada i bilo gdje."[144]
- MKSJ je bivšeg načelnika Generalštaba Vojske Jugoslavije, generala Momčila Perišića, proglasio krivim i osudio ga na kaznu od 27 godina zatvora za raketiranje Zagreba i za pomoć i podržavanje opsade i terora civila u Sarajevu.[145] U svojoj presudi, MKSJ navodi da je SRJ putem Perišića odobrila isporuku od 800.000 metaka, 2.000 pušaka i 5.400 snajperskih strojnica VRS-u samo u studenom 1993. godine te 721.250 metaka, 27.130 granata, 900 projektila, 50 mina, 100 raketa i 350 detonatora u prosincu iste godine.[146] Velik dio tog oružja korišten je u vojnoj kampanji protiv Sarajeva.
- Radovan Karadžić, bivši predsjednik Republike Srpske, se također našao na suđenju 2009., između ostalog zbog zločina tijekom opsade grada,[147]a 2016. osuđen je prvostupanjskom presudom na 40 godina zatvora.
- Ratko Mladić je također optužen za opsadu grada,[148]a 2017. prvostupanjskom je presudom osuđen na doživotni zatvor.

Tužitelji su opsadu pred MKSJ-om ovako saželi:
| „ | Opsada Sarajeva, kako je popularno dobila naziv, je bila epizoda tolike ozloglašenosti u sukobu u bivšoj Jugoslaviji da se mora vratiti natrag u razdoblje Drugog svjetskog rata kako bi našli neku usporedbu u europskoj povijesti. Od tada nijedna profesionalna vojska nije provela kampanju neumoljivog nasilja protiv stanovnika europskog grada kako bi ih smanjili do stanja srednjovjekovnog lišavanja u kojoj su bili u stalnom strahu od smrti. U razdoblju pokrivenom u ovoj optužnici, nije bilo sigurnog mjesta za Sarajlije, niti kod kuće, škole, bolnice, od namjernog napada. | ” |
|   | |   | 

## Komemoracije
Dana 5. travnja 2012., na 20. obljetnicu početka opsade grada, postavljen je 11.541 crveni stolac na glavnoj cesti, ukupne dužine od 800 metara, u znak sjećanja na poginule žrtve grada. Projekt je nazvan 'Sarajevska crvena linija'. Žene u crnom su istog datuma na Trgu Republike u Beogradu organizirale komemoraciju za žrtve opsade.
Iste godine otvoren je "Muzej opsade" pod nazivom "Umijeće življenja 1992. – 1996."

## Filmovi
- Remake
- Ostavljeni
- U zemlji krvi i meda
- Grbavica
- Dobro došli u Sarajevo
- Scream for me Sarajevo

### Izvještaji
- Bassiouni, M. Cherif. 28. prosinca 1994. Final report of the United Nations Commission of Experts established pursuant to security council resolution 780 (1992), Annex IV – The policy of ethnic cleansing. Ujedinjeni narodi. Inačica izvorne stranice arhivirana 4. lipnja 2011. Pristupljeno 9. ožujka 2012.CS1 održavanje: bot: nepoznat status originalnog URL-a (link)
- Bassiouni, M. Cherif. 28. prosinca 1994. Final report of the United Nations Commission of Experts established pursuant to security council resolution 780 (1992), Annex VI – Study of the battle and siege of Sarajevo. Ujedinjeni narodi. Inačica izvorne stranice arhivirana 4. lipnja 2011. Pristupljeno 9. travnja 2012.
- Bassiouni, M. Cherif. 28. prosinca 1994. Final report of the United Nations Commission of Experts established pursuant to security council resolution 780 (1992), Annex VI – Study of the battle and siege of Sarajevo (04/10). Ujedinjeni narodi. Inačica izvorne stranice arhivirana 29. lipnja 2011. Pristupljeno 9. travnja 2012.CS1 održavanje: bot: nepoznat status originalnog URL-a (link)
- Bassiouni, M. Cherif. 28. prosinca 1994. Final report of the United Nations Commission of Experts established pursuant to security council resolution 780 (1992), Annex VI – Study of the battle and siege of Sarajevo (07/10). Ujedinjeni narodi. Inačica izvorne stranice arhivirana 29. lipnja 2011. Pristupljeno 9. travnja 2012.CS1 održavanje: bot: nepoznat status originalnog URL-a (link)
- Bassiouni, M. Cherif. 28. prosinca 1994. Final report of the United Nations Commission of Experts established pursuant to security council resolution 780 (1992), Annex VI – Study of the battle and siege of Sarajevo (08/10). Ujedinjeni narodi. Inačica izvorne stranice arhivirana 29. lipnja 2011. Pristupljeno 9. travnja 2012.CS1 održavanje: bot: nepoznat status originalnog URL-a (link)
- Bassiouni, M. Cherif. 28. prosinca 1994. Final report of the United Nations Commission of Experts established pursuant to security council resolution 780 (1992), Annex VI – Study of the battle and siege of Sarajevo (09/10). Ujedinjeni narodi. Inačica izvorne stranice arhivirana 29. lipnja 2011. Pristupljeno 9. travnja 2012.CS1 održavanje: bot: nepoznat status originalnog URL-a (link)
- Bassiouni, M. Cherif. 28. prosinca 1994. Final report of the United Nations Commission of Experts established pursuant to security council resolution 780 (1992), Annex VI – Study of the battle and siege of Sarajevo (10/10). Ujedinjeni narodi. Inačica izvorne stranice arhivirana 29. lipnja 2011. Pristupljeno 9. travnja 2012.CS1 održavanje: bot: nepoznat status originalnog URL-a (link)

### Enciklopedije
- Malcolm, Noel L. 2010. Bosnian conflict. Encyclopædia Britannica. Chicago, Illinois. ISBN 9781593393106 Navedeno je više parametara |godina= i |year= (pomoć)

### Ostali izvori
- The Prosecutor vs. Stanislav Galić - Judgement and Opinion (PDF). MKSJ. 5. prosinca 2003. Pristupljeno 9. travnja 2012.
- Tužitelj Međunarodnog suda protiv Radovana Karadžića - Treća izmijenjena optužnica (PDF). MKSJ. 27. veljače 2009. Pristupljeno 9. travnja 2012.
- The Prosecutor vs. Dragomir Milošević - Judgement (PDF). MKSJ. 12. prosinca 2007. Pristupljeno 9. travnja 2012.
- The Prosecutor vs. Momčilo Perišić - Judgement (PDF). MKSJ. 6. rujna 2011. Pristupljeno 9. travnja 2012.

## Poveznice
- Povijest Sarajeva
- Povijest Bosne
- Rat u BiH

## Vanjske poveznice
|  | Zajednički poslužitelj ima još gradiva o temi Siege of Sarajevo |

- Kronologija opsade Sarajeva Arhivirana inačica izvorne stranice od 22. svibnja 2013. (Wayback Machine)
- 20. godišnjica opsade Sarajeva članak na BBC News
- Sarajevo se praznim gledalištem prisjeća 11.541 žrtve opsade Dnevnik.hr
- 11.541 stolica za poginule građane Sarajeva
- SA92.BA: Sarajevo 1992. – 1996. Foto galerija  Arhivirana inačica izvorne stranice od 3. ožujka 2016. (Wayback Machine)
- Napad na civile tijekom sprovoda Video snimka BBC Newsa (uznemirujuć sadržaj)